# Agustín Quesada Gómez
Agustín Quesada Gómez (Zaragoza, 1931 - Madrid, 2020) era un militar español. Participó en misiones internacionales y ocupó la Capitanía General de la III Región Militar Levante.
Tras ascender a general de división en 1988 fue agregado militar de la Embajada española en Londres y trabajó en el Centro Superior de Estudios de la Defensa. Posteriormente fue General Director de la Academia de Ingenieros del Ejército de Tierra y gobernador militar en Valladolid. En 1989 fue propuesto por el gobierno español para dirigir el contingente militar de la ONU en Centroamérica, con 48 militares españoles, la primera vez que un militar español dirigía una operación de la ONU. El 29 de noviembre de 1991 asciende a teniente general y fue nombrado Capitán general del Levante apoyando con sus medios el primer despliegue español en Bosnia. Ocupa el cargo hasta pasar a la reserva el 17 de mayo de 1995.
En 1995 impulsó la creación del Premio “Ingeniero General Zarco del Valle” que le fue concedido en 2011. Su gran aportación como escritor y coordinador de cuatro tomos de la Historia del Arma de Ingenieros.